# Vanilla Fudge
Vanilla Fudge is een Amerikaanse psychedelische rockband.

## Geschiedenis
De New Yorkse muziekproducent George Morton hoorde de toen nog onbekende band Vanilla Fudge spelen tijdens hun optredens tussen december 1966 en april 1967 in het Action House op Long Island. In april 1967 bezorgde hij hun een platencontract bij Atco Records. In de Ultrasonic-studio ontstond tijdens een opname een epische versie van You Keep Me Hangin' On van The Supremes, die buiten verwachting de 6e plaats van de Amerikaanse hitlijst bereikte. Terwijl coverversies vaak sterk meeliften met de oorspronkelijke versies, was in dit geval echter het origineel amper nog herkenbaar. Het in mono opgenomen nummer werd teruggebracht naar 6:47 min. en naar slow motion vertraagd, want het oorspronkelijke tempo werd met de helft verminderd. De psychedelische sound met een neoklassieke orgelpartituur en sitarpassages vervreemdde het origineel tot onherkenbaarheid. De naar 2:50 min. verkorte singleversie verscheen in juni 1967 en veroorzaakte een wereldwijde sensatie.
De gelijknamige debuut-lp Vanilla Fudge kwam in augustus 1967 op de markt, de tweede lp The Beat Goes On in februari 1968. Op deze lp zijn adaptaties van Beethoven en een van Mozart te horen en een nachtmerrieachtige geschiedeniscollage met historische stemmen van (Harry S. Truman, Adolf Hitler, Neville Chamberlain, Bibel, Winston Churchill) en actuele verbanden (Black Panthers, Vietnam, Weathermen, acid rockcultuur. Het laatste door Morton geproduceerde album voor de band was Renaissance (juni 1968). Uit de albums werden singles gehaald, waaronder Take me For a Little While (september 1968) en Season of the Witch (november 1968). Take me For a Little While was een cover van het Evie Sands-origineel (september 1965) met een zeer vergelijkbaar geluid.
Door Mark Steins spel op het keyboard werden meerdere bands beïnvloed, wiens populariteit langer duurde dan die van Vanilla Fudge, waaronder Deep Purple, The Nice, Emerson, Lake & Palmer, Uriah Heep en Atomic Rooster. Tijdens een video-interview gaf Jon Lord toe dat Deep Purple voor hun debuut-lp Shades of Deep Purple het concept van Vanilla Fudge exact had gekopieerd.
De band werd in 1970 een eerste keer ontbonden. Tim Bogert en Carmine Appice hadden met de gitarist Jeff Beck een overeenkomst gesloten, die echter niet kon worden ingelost wegens een auto-ongeluk van Jeff Beck. De reeds afgesloten contracten werden nageleefd door de band Cactus. Daarna volgden meerdere reünies, die echter van korte duur waren. Daarbij ontstond onder andere het studioalbum Mystery (1984).
In 1999 kwam het weer tot een reünie. Met Carmine Appice (drums), Tim Bogert (basgitaar), Teddy Rondinelli (e-gitaar) en Bill Pascali (keyboards) toerde de band ook door Europa. Twee concerten daarvan werden als gelimiteerde live-cd gepubliceerd. In 2007 werd een verdere live-cd van de Duitsland-tournee gepubliceerd: Good Good Rockin' - Live @ Rockpalast. In juni 2007 publiceerde de band in de oorspronkelijke bezetting het album Out Through the In Door, dat uitsluitend bestond uit coverversies van songs van Led Zeppelin. In 2014 was de band, met Mark Stein op keyboards, maar met Pete Breny in plaats van Tim Bogert op basgitaar, opnieuw in Duitsland en andere Europese landen op tournee.

## Discografie

### Studio-albums
- 1966: While The World Was Eating Vanilla Fudge (als The Pigeons)
- 1967: Vanilla Fudge
- 1968: The Beat Goes On
- 1968: Renaissance
- 1969: Near the Beginning
- 1970: Rock & Roll
- 1984: Mystery
- 2001: Vanilla Fudge 2001 / The Return / Then And Now – Nieuwe opnamen van oude titels en drie nieuwe songs
- 2007: Out Through the In Door – Led Zeppelincovers
- 2015: Spirit of '67 – Coverversies van hits uit de jaren '60

### Live-albums / compilaties
- 1974: Star Collection
- 1976: Two Originals
- 1982: Best of Vanilla Fudge
- 1991: The Best of Vanilla Fudge Live (Alive – Back on Stage)
- 1993: Concert Collection [Live]
- 1993: Psychedelic Sundae: The Best of Vanilla Fudge
- 1997: Hits
- 2001: People Get Ready
- 2003: The Return – Live in Germany Part 1
- 2003: The Real Deal Live
- 2003: Rocks the Universe – Live in Germany Part 2
- 2007: Good Good Rockin' – Live @ Rockpalast
- 2008: Orchestral Fudge Live
- 2008: When Two Worlds Collide Live
- 2016: Live at Sweden Rock